# AMD 트루오디오

AMD 트루오디오(AMD TrueAudio)는 컨볼루션 잔향 효과 및 3D 오디오 효과와 같이 계산 비용이 많이 드는 고급 오디오 신호 처리 계산을 위한 전용 보조 프로세서 역할을 하도록 고안된 AMD의 ASIC(Application-Specific Integrated Circuit)이다. 트루오디오는 2013년부터 사용 가능한 일부 AMD GPU 및 APU에 통합되어 있다.

## 개요
트루오디오는 Tensilica Xtensa SP 플로트를 지원하는 Cadence Tensilica HiFi EP DSP 기반 오디오용 DSP이다.
AMD는 몇 가지 간단한 오디오 효과가 CPU의 최대 14%를 사용할 수 있다고 주장했다. 오디오키네틱은 최대 10%라고 주장했다. 게임 개발자와 같은 독립 소프트웨어 공급업체(ISV)는 Wwise 오디오 플러그인을 사용하여 이러한 계산을 트루오디오 DSP에 오프로드할 수 있다. 온다이 트루오디오 DSP는 오디오 처리를 위해 CPU보다 더 나은 "컴퓨팅 성능에 대한 실리콘 영역" 비율과 "컴퓨팅 성능에 대한 전력 소비" 비율을 제공하여 효과적으로 오디오 가속 장치로 만든다.
2014년 3월 18일, 아난드테크(AnandTech)는 씨프 비디오 게임을 사용하여 AMD 트루오디오를 평가했다.